# Centro Esportivo Gramadense
O Centro Esportivo Gramadense, mais conhecido como Gramadense, ou apenas CEG, é um clube de futebol brasileiro fundado em 22 de dezembro de 1929, com sua sede em Gramado, no estado do Rio Grande do Sul.
O clube têm seu foco na base, tendo sua importância em campeonatos de sub-20 até sub-13.[carece de fontes?] Recentemente, ganhou atenção após se classificar para a segunda divisão gaúcha de 2025, devido a ser o campeão do Campeonato Gaúcho Série B do ano anterior sobre o Real SC, sendo esse o primeiro título profissional do Gramadense na história.
Em 2019, começou a construção do novo estádio do clube, a Arena Gramadense, com espaço para 5 mil pessoas, sendo o antigo Estádio dos Pinheirais permutado para um grupo de empresas. O consórcio trabalha na construção de um boulevard comercial na área do antigo estádio, que foi demolido. O estádio será construído em uma área de 15 hectares na Linha Carazal a 150 metros da ERS 235, entre Gramado e Nova Petrópolis. Com 5 mil metros quadrados, o complexo esportivo terá arquibancada coberta, alojamentos, dependências para receber eventos privados, estrutura de apoio e estacionamento.
O clube era amador, entretanto em 2022 tornou-se profissional para disputar campeonatos estaduais, mas mantendo o foco em equipes de base, com núcleos em vários lugares da cidade.

## História

### 2022–2023: Primeiras disputas da Terceira Divisão Gaúcha
A trajetória do clube começou no Campeonato Gaúcho Série B de 2022, no Grupo B, com Garibaldi, Marau e Monsoon. Começou o primeiro jogo contra o Garibaldi e venceu por 1-0 com gol de Mauricio Rossoni, sendo essa a primeira vitória do Gramadense em campeonatos profissionais. No jogo seguinte, venceu o Marau pelo mesmo placar do jogo anterior, e depois perdendo de 2-0 para o Monsoon, ficando em segundo com 6 pontos nas primeiras 3 rodadas. Nas partidas de volta, o Gramadense venceu 2 e perdeu apenas uma, terminando a fase de grupo em segundo com 12 pontos e passando para as quartas de finais.
Nas quartas de finais o clube disputou contra o São Borja. No primeiro jogo ficaram empatados por 0-0, mas na segunda partida o São Borja fez 2-0 e passou pras semifinais, eliminando o Gramadense da competição.
No ano seguinte, o Gramadense cai no Grupo C que continha: Igrejinha, Novo Horizonte e Sapucaiense. O Gramadense ganhou cinco jogos, empatou um e não perdeu nenhuma partida, fazendo 17 gols, o melhor ataque da fase de grupos, sendo a maior goleada do campeonato feita pelo Gramadense em cima do Sapucaiense: 6-1 como visitante. Nas quartas de finais, o clube aplicou 5-0 no agregado contra o Cruz Alta,1-0 no primeiro jogo e 4-0 no segundo. Contudo, o clube perdeu nas semifinais de 2-0 contra o Cruzeiro-RS, 1-0 na ida e 0-1 na volta.

### 2024: Classificação para a Série A2
Em 2024, o Gramadense fez uma campanha extraordinária na Série B Gaúcha de 2024, estabelecendo o primeiro lugar de seu grupo, o Grupo A, que continha o Real SC, Guarani-VA e APAFUT. O Gramadense acabou com 3 vitórias, 2 empates e 1 derrota, ficando com 11 pontos. Não houve quartas de finais pois haviam apenas 8 times divididos em 2 grupos de 4 equipes onde apenas 2 passavam, significando que na próxima fase tivera apenas 4 times, significando que não havia quartas de finais, apenas as semifinais.
Nas semifinais o clube disputou contra o São Paulo-RS. Na partida de ida, o Gramadense venceu fora de casa por 2-1, mas no jogo de ida perdeu por 1-0, permanecendo no agregado 2-2 e a partida encaminhou-se para os pênaltis, que acabou 9-8 para o Gramadense, passando pra final e classificando-se para a Segunda Divisão Gaúcha de 2025.

#### Final da Série B 2024
A partida de ida foi marcada para o dia 1 de dezembro, com o mando de campo sendo do Gramadense, que foi enfrentar o Real SC, que ganhou de 2-0 no agregado contra a equipe do Riograndense nas semifinais.
| 1 de dezembro de 2024 | Gramadense     | 1 – 2  | Real SC                            | Vila Olímpica Eduardo Tissott, Gramado                           |
| 15:00 (UTC-3)         | Ruan 43' (pen) | Súmula | 38' Renatinho · 90+5' Léo Carvalho | Público: 225 Renda: R$1.125,00 Árbitro: Marcelo Oswald Bitelbron |

Na partida de ida, o Real SC sai na frente com um gol de Renatinho aos 38 minutos com um chute rasteiro fora da área, pra abrir o placar. Apenas 2 minutos depois, o meio-campista Igor Eduardo do Gramadense sofre um empurrão dentro da grande área e o arbitro marca pênalti para a equipe do Gramadense, onde Ruan converte o gol e empatando a partida aos 43 minutos. Aos 65 minutos o jogador Dieter do Gramadense é expulso por cometer um carrinho brusco com a sola do pé na canela de seu adversário, significando o Gramadense ficara com 10 jogadores em campo até o final da partida. Aos 95 minutos, faltando 2 minutos para a partida acabar, o jogador Léo Carvalho do Real SC faz o segundo gol da equipe, que manteve a vitória.
| 8 de dezembro de 2024 | Real SC | 0 – 2 (2 – 3) | Gramadense                 | Modulo Esportivo Tramandaí, Tramandaí                 |
| 15:00 (UTC-3)         |         | Súmula        | 10' Guilherme · 35' Kerlly | Público: 570 Renda: R$3.900,00 Árbitro: Rodrigo Brand |

Na partida de volta, o Gramadense começa pressionando e aos 10 minutos Guilherme de cabeça, após um cruzamento de escanteio por Lúan Menegaz, faz o primeiro gol do Gramadense, que logo aos 35 minutos ocasiona outro gol de cabeça, dessa vez com o jogador Kerlly, que alcançou a artilharia do campeonato. Com o resultado, o Gramadense vence o Real SC por 3-2 no agregado e se sagra campeão da Série B Gaúcha de 2024, seu primeiro título profissional na história.

## Estatísticas
|  | Participações em 2025 |

| Competição        | Competição | Temporadas | Melhor campanha    | Estreia | Última | P | R |
| Rio Grande do Sul | Série A2   | 1          | 6º colocado (2025) | 2025    | 2025   | – | – |
| Rio Grande do Sul | Série B    | 3          | Campeão (2024)     | 2022    | 2024   | 1 |   |

### Desempenho
Legenda:
| Campeão da Série B e promovido à Divisão de Acesso |

### Treinadores
| Nome                   | Período   | Jogos | Aprov. | Títulos                            |
| ---------------------- | --------- | ----- | ------ | ---------------------------------- |
| Júlio César Dos Santos | 2022      | 14    | 51,2%  | -                                  |
| Gustavo Roloff         | 2023      | 10    | 73,3%  | -                                  |
| Vinicius do Nascimento | 2024      | 2     | 66,6%  | -                                  |
| Carlos Moraes          | 2024-2025 | 24    | 61,3%  | Campeonato Gaúcho - Série B (2024) |

## Títulos
| ESTADUAIS | ESTADUAIS                   | ESTADUAIS | ESTADUAIS  |
|           | Competição                  | Títulos   | Temporadas |
| --------- | --------------------------- | --------- | ---------- |
|           | Campeonato Gaúcho - Série B | 1         | 2024       |
|           | Campeonato Gaúcho Amador    | 1         | 2009       |